# Wappenschwindel
Unter Wappenschwindel versteht man die bewusste Täuschung des Käufers eines Wappens über das Alter, den Umfang der Führungsberechtigung oder die Quelle. 
Bei einer Täuschung über das Alter wird entweder ein selbst entworfenes Wappen als überkommenes verkauft oder ein neues Wappen mit einer erfundenen Genealogie. Der Umfang der Führungsberechtigung ist nicht richtig wiedergegeben, wenn der Wappenschwindler ein existentes Wappen einer Familie mit gleichem oder ähnlichem Namen verkauft und behauptet, alle Träger des gleichen Namens seien berechtigt, das Wappen ebenfalls zu führen. Über die Quelle des vermeintlich alten Wappens wird getäuscht, wenn eine nicht existente Fundstelle des Wappens angegeben wird oder eine existierende Quelle angegeben wird, in der es nicht enthalten ist.
Die Wappenschwindelunternehmen waren vor allem von 1806 bis 1932 aktiv. Ein Grund dafür war, dass die deutschen Fürstenhöfe seit Ende des Alten Reiches (1806) die Ausstellung von Wappenbriefen, von wenigen Ausnahmen abgesehen, einstellten, da die Hofpfalzgrafen, die dies bis dahin durchgeführt haben, mit seinem Ende verschwunden waren. Erst 1912 gründete König Friedrich August III. von Sachsen eine „Sächsische Stiftung für Familienforschung“, die in seinem Namen Wappenbriefe für Bürgerliche ausstellte.
Es gilt als Wappenschwindel, wenn die Annahme eines Wappens nicht mit den Richtlinien der Heraldik des jeweiligen Herkunftslandes kongruiert. Das Wappen ist schutzwürdig gemäß § 14 GO NW i.V. mit § 12 BGB analog Namensschutz ohne Rücksicht auf die Verkehrsgeltung. Das widerrechtliche Aneignen eines Wappens kann gerichtlich untersagt werden, wenn die Gefahr einer namensrechtlichen Zuordnungsverwirrung besteht, d. h. durch die unberechtigte Nutzung eines Wappens der Anschein erweckt werden kann, es werde im Namen eines anderen gehandelt. Geschieht dies als gezielter Täuschungsversuch, kann es als Betrug geahndet werden und strafbar sein. Allerdings muss der Klageführer belegen, dass er zur Wappennutzung berechtigt ist und eine Zuordnungsverwirrung durch eine unberechtigte Nutzung eines anderen entstehen könnte, was bei historischen Familienwappen mit einem nicht vollkommen bekannten Kreis einer eventuell nutzungsberechtigten Nachkommenschaft und insbesondere im rein privaten Bereich kaum möglich ist. Die Nutzung eines Wappens einer ausgestorbenen Familie, erloschenen Rechtssubjekts oder eines Phantasiewappens (z. B. bei einem Mittelaltermarkt) ist rechtlich unerheblich, solange keine Täuschungsabsicht besteht.

## Bekannte Wappenschwindler
- Max Asten (nannte sich selbst „von Asten“; * 1828; † 1897), etwa 1850 bis 1895 in Neustadt an der Saale
- Hugo Bieler (* 1827) 1856 bis 1890 in Berlin
- Karl Fleischmann (* 1849; † 1913) in München
- Gebhard Gartenschild (* 1773) in Wien
- Berthold Großkopf (* 1874; † 1915) in Karlsruhe. Nach seinem Tod übernahm sein Bruder Emil die Werkstatt
- Paul Gründel (* 1857; † 1931) in Dresden
- Raimund Günther (* 1860; † 1935) in Salzburg
- Adolph Hebensperger (* 1864; † 1897) in München
- Hermann Hermann (* 1874; † 1952) in Wien
- Levi Herschbach (auch Leopold bzw. Hirschbach; * 1805; † 1893) in Köln